# Tridontium
Tridontium là một chi rêu trong họ Grimmiaceae.